# Aleja Żyrafy
Aleja Żyrafy, česky lze přeložit např. jako Žirafí alej, je alej a ulice nacházející se v městském parku Park Śląski (Slezský park) ve městě a městském okrese Chorzów ve Slezském vojvodství v jižním Polsku.

## Další informace
Aleja Żyrafy je široká hlavní cesta vedoucí do Slezské zoologické zahrady (Śląski Ogród Zoologiczny). Začíná u oblíbené abstraktní plastiky Žirafa, vysoké cca 16 m, podle které se celá alej nazývá. Alej končí u promenády Promenada generała Jerzego Ziętka u zoologické zahrady, poblíže trati lanové dráhy Elka. V aleji platí zákaz vjezdu motorových vozidel.

## Galerie

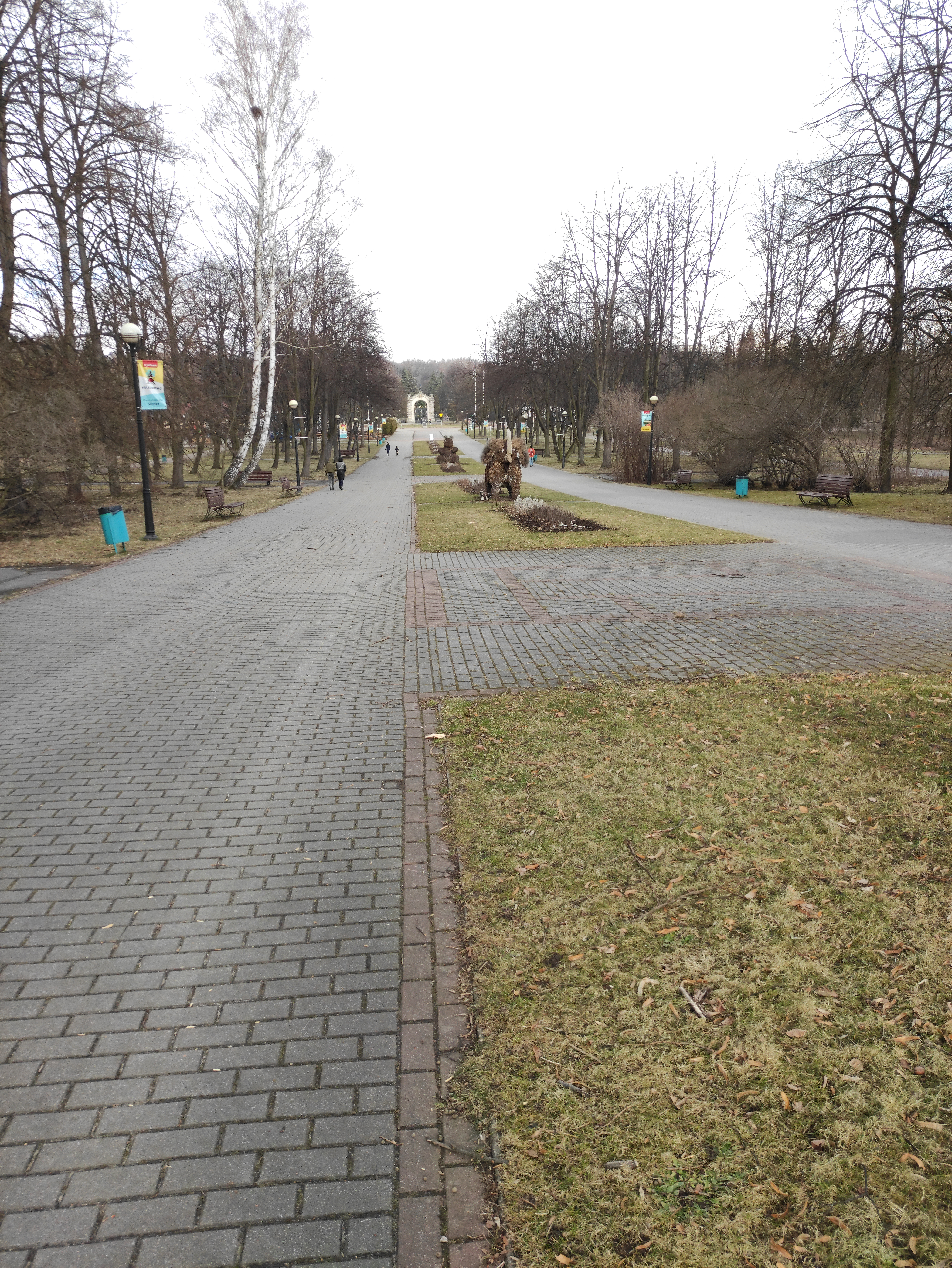
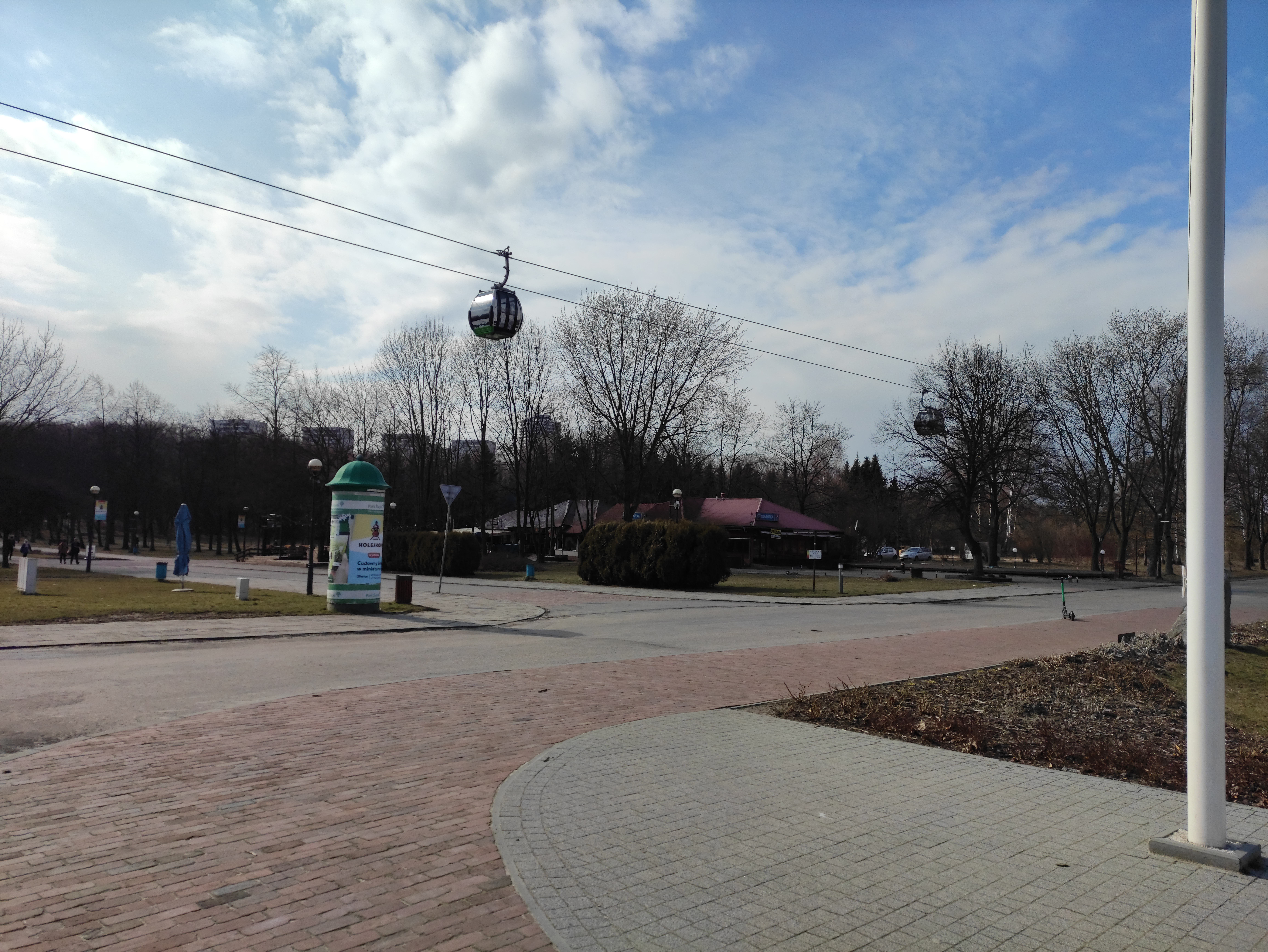
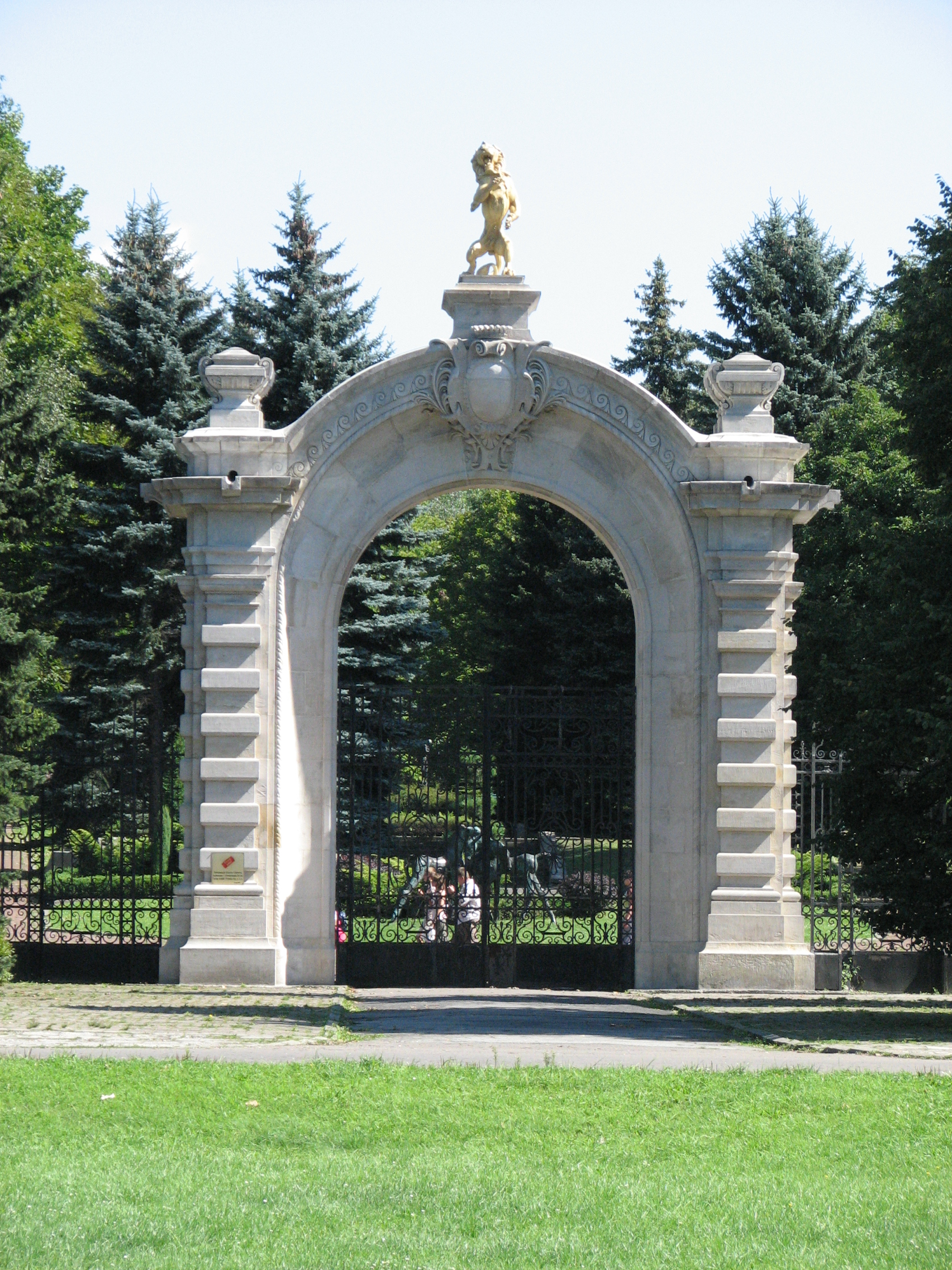
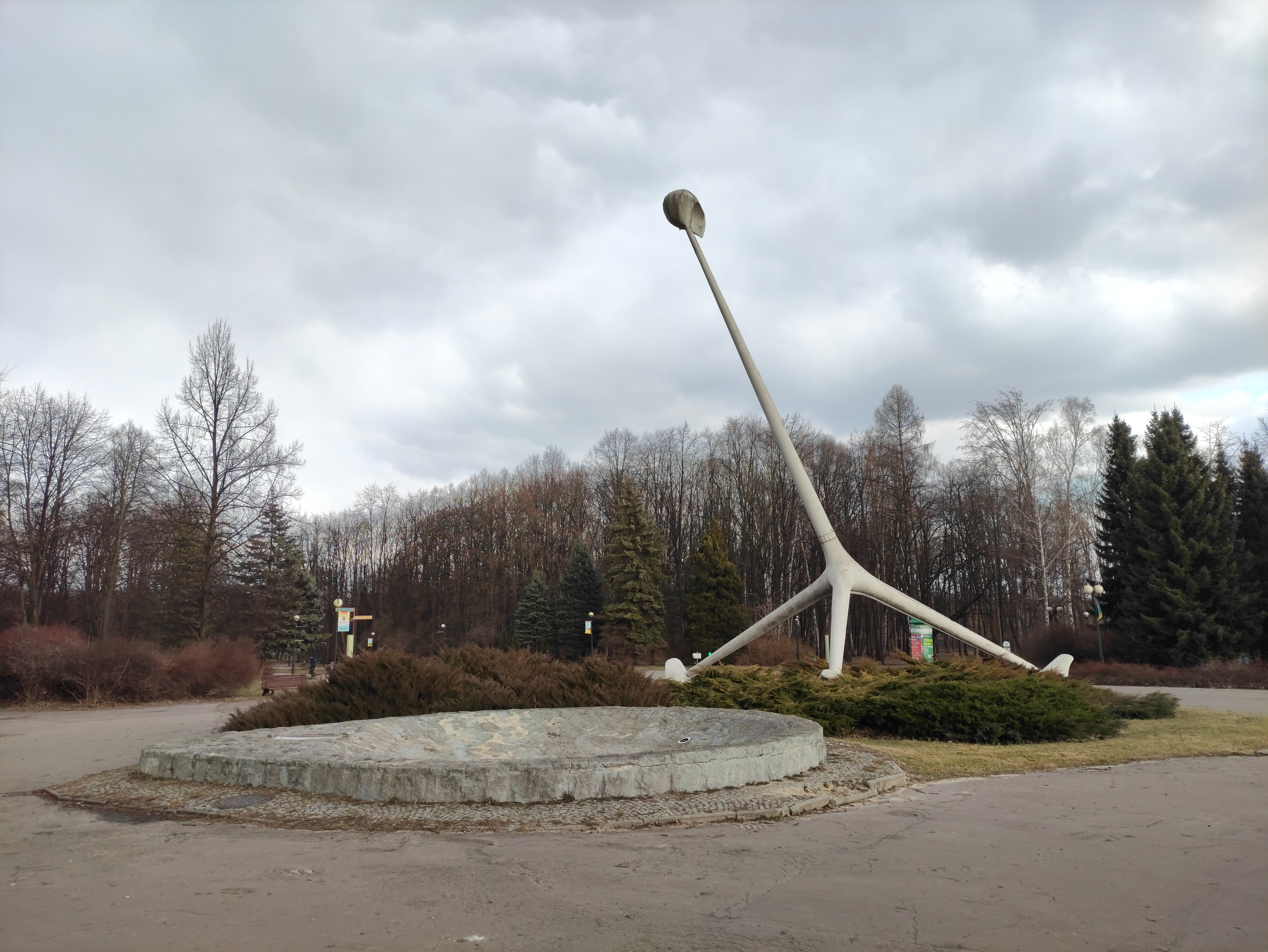